# نمایش (فیلم ۲۰۱۷)
نمایش (به انگلیسی: The Show) فیلمی محصول سال ۲۰۱۷ و به کارگردانی جانکارلو اسپوزیتو است. در این فیلم بازیگرانی همچون جاش دوهامل، فامکه یانسن، جانکارلو اسپوزیتو، سارا وین کالیز، کیتلین فیتزجرالد، چیلا هورسدال، کریس الیس و جیمز فرانکو ایفای نقش کرده‌اند.